# Pietro Rosa
Pietro Rosa (Roma, 10 de noviembre de 1810 – Roma, 15 de agosto de 1891) fue un político, arqueólogo y topógrafo italiano. Fue el primer Superintendente de excavaciones y monumentos en la provincia de Roma, y como tal dirigió numerosas excavaciones arqueológicas en aquella provincia.

## Biografía
Descendiente de Salvator Rosa, estudió pintura y fue alumno de Luigi Canina, quien le presentó a los Borghese. Aquí trabajó hasta que se unió, en 1849, a los levantamientos para la defensa de Roma durante el régimen de la República Romana; la elección política le dejó sin empleo y Canina se lo llevó para realizar algunas excavaciones a lo largo de la Vía Apia.
Más tarde trabajó para Napoleón III (un entusiasta de la arqueología), para quien en 1861 dirigió las excavaciones en los Horti Palatini Farnesiorum (los jardines Farnesio), en la colina del Palatino, que el emperador acababa de comprar a Fernando II de Borbón. Siguió siendo, junto con Giacomo Boni y Alfonso Bartoli, uno de los principales estudiosos del Palatino, en el que realizó importantes descubrimientos, entre ellos el del Templo de Júpiter Estator y la Basílica Julia.
Tras la Unificación de Italia, en 1870 fue el primero en ser admitido en los proyectos arqueológicos de la zona del Foro Romano, cargo que ocupó hasta 1874, cuando fue destituido por desavenencias con Giuseppe Fiorelli, director del recién creado Servicio Arqueológico Nacional, y con los responsables del Ayuntamiento de Roma.
Entre 1874 y 1875 dirigió las excavaciones para liberar el Coliseo del subsuelo. Las excavaciones del Anfiteatro, que era un símbolo religioso (albergaba, por ejemplo, ya en aquella época el Vía Crucis), fueron consideradas casi un sacrilegio por la población católica, que protagonizó protestas con el Papa León XIII a la cabeza, incluyendo celebraciones religiosas sorpresa en el interior de la estructura, hasta que Rosa convenció al populacho de que era mejor excavarla que permitir un hipotético carnaval.
Elaboró el "Mapa topográfico del Lacio", un mapa arqueológico trazado por el propio Rosa entre 1850 y 1870.